# Marco Popílio Lenas (cônsul em 316 a.C.)
Marco Popílio Lenas (em latim: Marcus Popillius Laenas) foi um político da gente Popília da República Romana, eleito cônsul em 316 a.C. com Espúrio Náucio Rutilo. Era filho de Marco Popílio Lenas, quatro vezes cônsul entre 359 a.C. e 348 a.C..

## Consulado
Foi eleito cônsul em 316 a.C. com Espúrio Náucio Rutilo. Os dois permaneceram todo o mandato em Roma, pois o comando das operações contras os samnitas foi entregue ao ditador Lúcio Emílio Mamercino Privernato.